# Veľký Kamenec
Veľký Kamenec es un municipio del distrito de Trebišov en la región de Košice, Eslovaquia, con una población estimada a final del año 2024 de 693 habitantes.
Se encuentra ubicado al este de la región, en la cuenca hidrográfica del río Ondava (afluente del río Bodrog que, a su vez, lo es del Tisza), y cerca de la frontera con la región de Prešov y Hungría.

## Demografía
| Año        | 1994 | 2004    | 2014    | 2024     |
| ---------- | ---- | ------- | ------- | -------- |
| Población  | 886  | 838     | 797     | 693      |
| Diferencia |      | −5,41 % | −4,89 % | −13,04 % |

| Año        | 2023 | 2024    |
| ---------- | ---- | ------- |
| Población  | 708  | 693     |
| Diferencia |      | −2,11 % |